# Георг Листинг
Гео́рг Мо́ритц Ха́ген Ли́стинг (на немски: Georg Moritz Hagen Listing) е немски музикант, басист на немската рок-група Токио Хотел.
Роден е на 31 март 1987 г. в град Хале в провинция Саксония-Анхалт, Германия. На шестгодишна възраст започва да свири на бас китара. През 2001 година той се запознава с братята Том и Бил Каулиц, а по-късно и с Густав Шефер, с които сформират рок групата Токио Хотел. Бас китаристът признава, че неговият стил на музика е вдъхновен от групи като Flea от Red Hot Chili Peppers, Die Ärzte и Oasis.